# 九州旅客鉄道大分支社

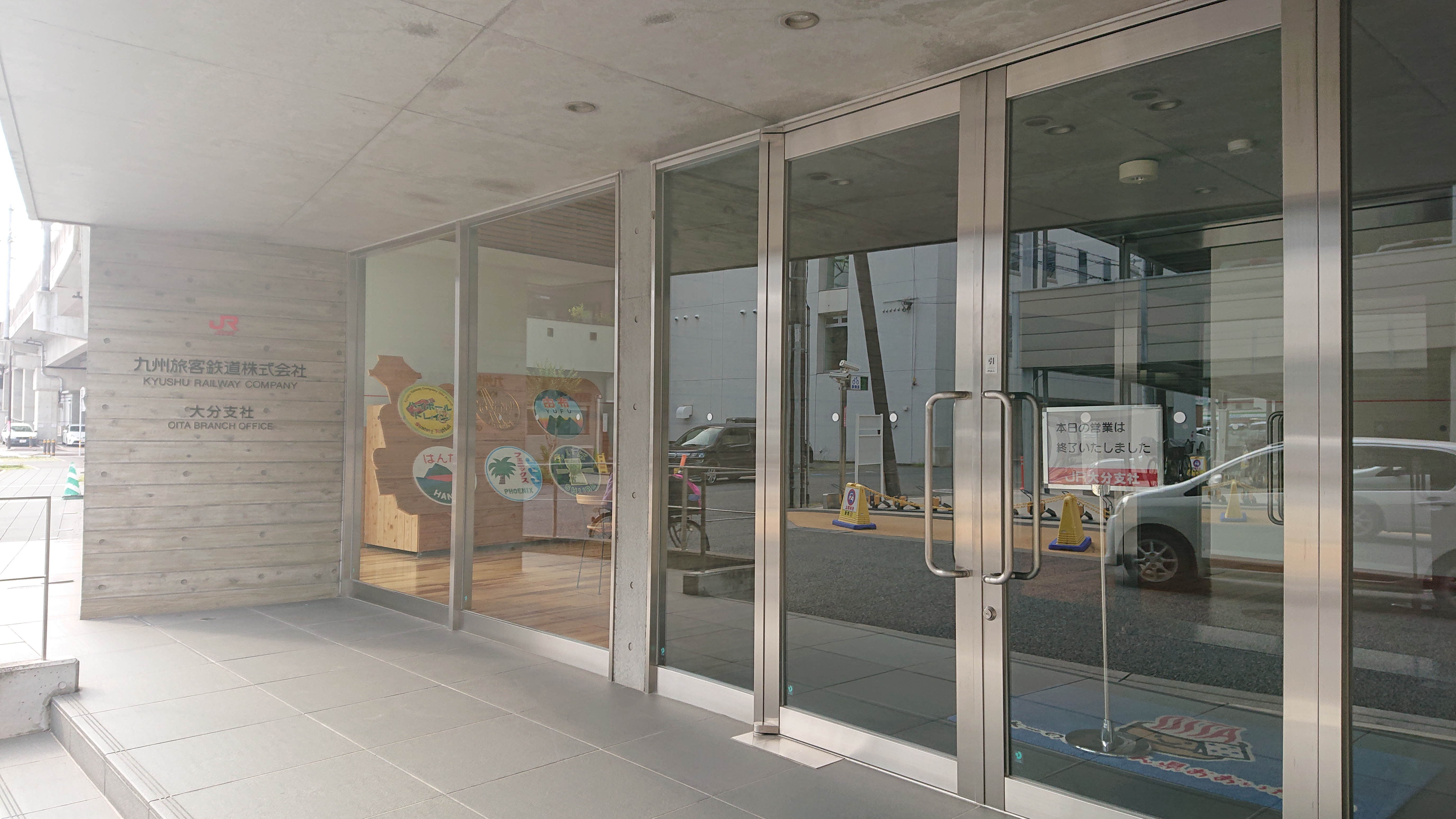
大分支社正面玄関

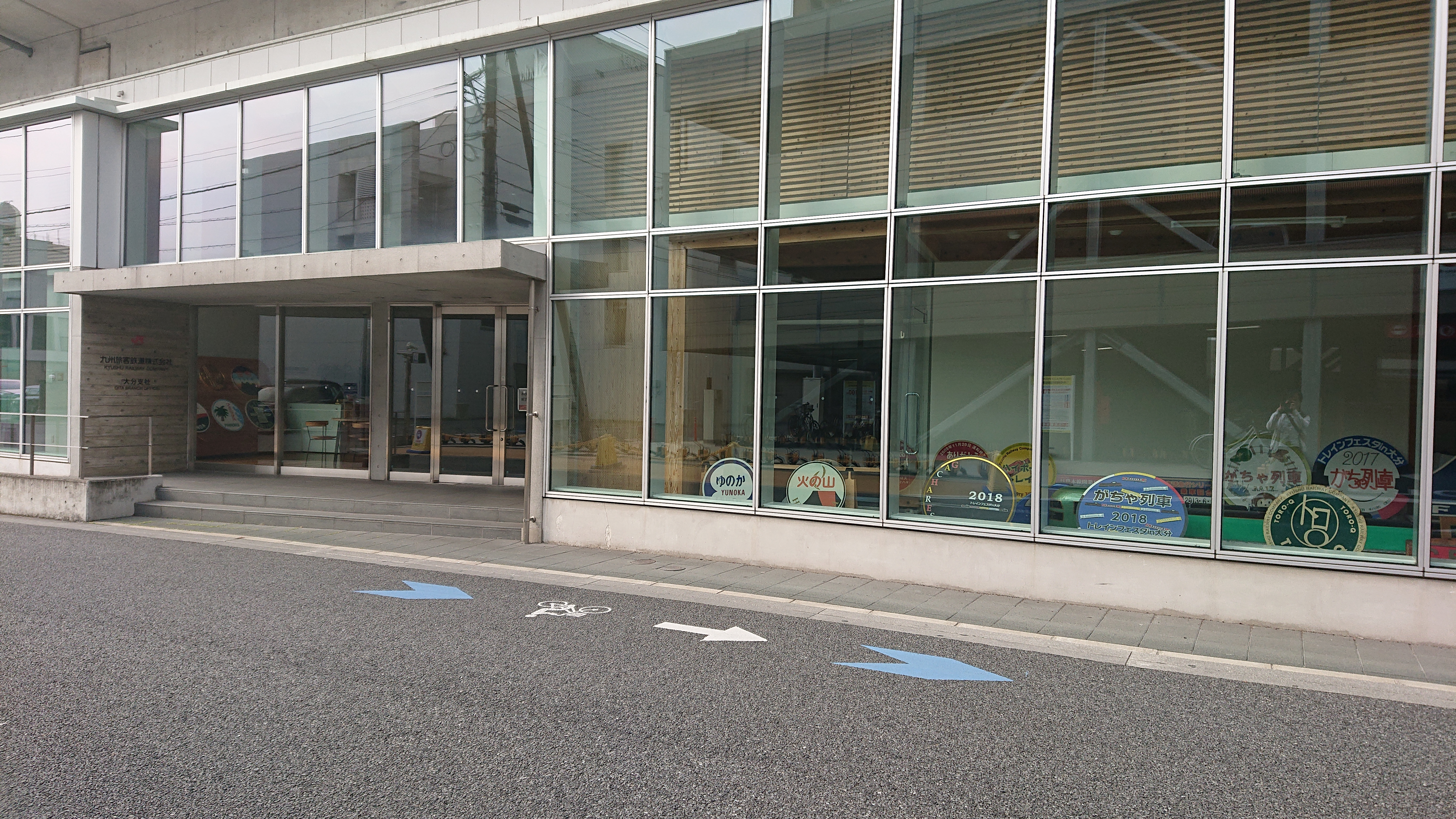
外窓には、ゆのか、火の山、TORO-Qなど、大分地区で運用された優等列車のヘッドマークが展示されている。

九州旅客鉄道大分支社（きゅうしゅうりょかくてつどうおおいたししゃ）は、九州旅客鉄道（JR九州）の支社の一つ。旧日本国有鉄道大分鉄道管理局の流れを汲む。

## 支社所在地
大分県大分市要町1-1
（大分駅構内）

## 管轄路線
大分県のほぼ全域を管轄している。
- 大分県日田市内の、久大本線の一部区間（夜明 - 豊後三芳間）と日田彦山線は本社鉄道事業本部の直轄。

路線
※ 支社境界は閉塞区間上にあるため、境界線の内側の停車場（駅・信号場など）を記載している。
| 路線名   | 区間              |
| -------- | ----------------- |
| 日豊本線 | 中津 - 宗太郎間   |
| 久大本線 | 豊後中川 - 大分間 |
| 豊肥本線 | 豊後荻 - 大分間   |

なお、国鉄大分鉄道管理局との相違点は次のとおり。
- 日豊本線
行橋 - 佐土原間（ただし行橋駅は九州総局、佐土原駅は鹿児島鉄道管理局の管内）
（宗太郎 - 佐土原間は1996年6月1日に宮崎総合鉄道事業部が開設された際に、延岡運輸センタ〈現在は廃止・分ノカ〉とともに鹿児島支社に移管[5]。2022年に鹿児島支社から独立した宮崎支社に移管。）

## 組織
2022年4月1日現在。
- 安全推進室
- 総務企画課
- 営業運輸課
- 工務課

※2022年3月31日をもって大分鉄道事業部は廃止された。

## 車両基地・設備保全区所
- 大分車両センター「分オイ」

（大分運輸センターと豊肥久大運輸センター「分ホウ」の各車両部門を統合）
- 大分工務所

## 乗務員区所

### 運転士・車掌
- 大分乗務センター